# University of Plymouth
Die University of Plymouth ist eine 1992 gegründete staatliche Universität in Plymouth, England.

## Geschichte
Die University of Plymouth wurde 1862 als Plymouth School of Navigation gegründet und 1920 in ein University College umgewandelt. Seit 1970 hatte es den Status eines Polytechnic Institute. 1992 wurde dieses mit der Lehrerbildungsanstalt Rolle College, dem Exeter College of Art and Design und weiteren Einrichtungen zur University of Plymouth zusammengefasst.

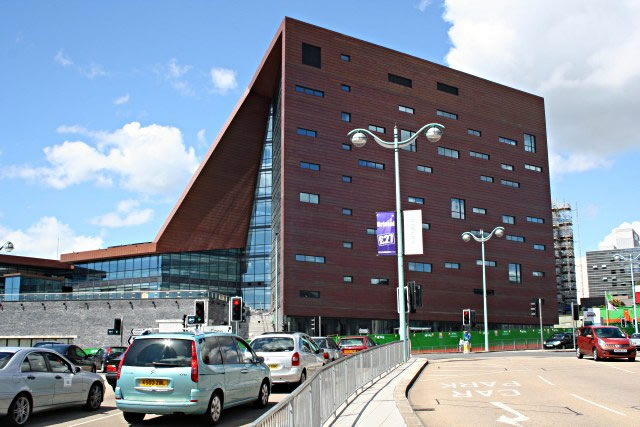
University of Plymouth: Arts Block

## Gliederung
Es gibt mit Stand 2021 drei Fakultäten:
- Künste, Geisteswissenschaften und Wirtschaftswissenschaften (Arts, Humanities and Business), entstanden aus den früheren Fakultäten Arts and Humanities sowie Business
- Wissenschaft und Ingenieurwesen (Science and Engineering)
  - School of Biological and Marine Sciences
  - School of Engineering, Computing and Mathematics
  - School of Geography, Earth and Environmental Sciences
- Medizin (Health); dazu gehören auch Biomedizin, Zahnmedizin, Geburtshilfe und Psychologie

## Zahlen zu den Studierenden
Von den 18.410 Studenten des Studienjahrens 2019/2020 nannten sich 10.870 weiblich und 7.530 männlich. 15.750 Studierende kamen aus England, 40 aus Schottland, 545 aus Wales, 95 aus Nordirland, 525 aus der EU und 1.365 aus dem Nicht-EU-Ausland. 15.660 der Studierenden strebten ihren ersten Studienabschluss an, sie waren also undergraduates. 2.750 arbeiteten auf einen weiteren Abschluss hin, sie waren postgraduates.
Die Zahlen der Studierenden an der Universität Plymouth waren: 2014/2015 25.895 (14.165 Frauen, 11.730 Männer); 2015/2016 23.155; 2016/2017 21.645; 2017/2018 20.765.